# Anne Stevenson
Anne Stevenson (Cambridge, 1933-14 de septiembre de 2020) fue una escritora y poeta británica, hija de estadounidenses y criada en los Estados Unidos.

## Carreras
Stevenson nació en Cambridge, Inglaterra, pero fue criada en los Estados Unidos y se educó en Ann Arbor, Universidad de Míchigan, donde su padre, Charles Stevenson, era profesor de filosofía. Luego de conseguir los grados de bachiller y maestría y graduarse con honores, regresó al Reino Unido donde vivió la mayor parte de su vida. Se casó 4 veces. 
Es autora de alrededor de una docena de libros de poesía, algunos libros de ensayo y crítica literaria, de la controvertida biografía de la poeta estadounidense Sylvia Plath, Bitter Fame: A Life of Sylvia Plath (de 1989), y dos estudios críticos sobre Elizabeth Bishop.
Stevenson fue la primera ganadora del premio "Northern Rock Foundation Writer's Award", en el 2002. En el 2007, recibió el  Lannan Lifetime Achievement Award.

## Obra
- Living in America: Poems, 1965.
- Elizabeth Bishop, 1966.
- Reversals, 1969.
- Travelling Behind Glass: Selected Poems, 1963-1973, 1974.
- Correspondences:  A Family History in Letters, 1974.
- Cliff Walk: A Poem, with a drawing by Anne Newnham, 1977.
- Enough of Green, 1977.
- A Morden Tower Reading, 1977.
- Sonnets for Five Seasons, 1979.
- Green Mountain, Black Mountain, 1982.
- Minute by Glass Minute, 1982.
- New Poems, 1982.
- A Legacy, 1983.
- Making Poetry, 1983.
- Black Grate Poems, 1984.
- The Fiction-makers, 1985.
- Selected Poems, 1986.
- Winter Time, 1986.
- Selected Poems, 1956-1986, 1987.
- 1985 Anthology:  The Observer and Ronald Duncan Foundation International Poetry Competition on Behalf of the Arvon Foundation, 1987.
- Bitter Fame:  A Life of Sylvia Plath, 1989.
- The Other House, 1990.
- Four and a Half Dancing Men, 1993.
- The Gregory Anthology 1991-1993, 1994.
- The Collected Poems of Anne Stevenson, 1955-1995, 1996.
- Five Looks at Elizabeth Bishop, 1998.
- Between the Iceberg and the Ship: Selected Essays, 1998.
- Granny Scarecrow, 2000.
- Poems 1955-2005, 2005.
- A Lament For The Makers, 2006.
- Stone Milk, 2007.